# Los parientes pobres
Los parientes pobres es una telenovela mexicana producción de Carla Estrada para Televisa en 1993. Inició sus transmisiones el 3 de mayo y llegó a su fin el 13 de agosto de aquel año.
Protagonizada por Lucero y Ernesto Laguardia, con las participaciones antagónicas de Alexis Ayala, Chantal Andere, Humberto Elizondo, Delia Casanova, Ana Patricia Rojo y la primera actriz Bertha Moss, además de las actuaciones estelares de Joaquín Cordero y Nuria Bages.

## Argumento
Margarita Santos vive en San Gabriel, un pequeño pueblo situado en las afueras de la Ciudad de México. Margarita es una joven noble y buena, muy querida por mucha gente en el pueblo. Sin embargo, la vida la golpea fuertemente a ella y a su familia, pues pasa de tener dinero de sobra a quedarse en la ruina. 
Poco después, el padre de Margarita, Ramiro Santos, cae gravemente enfermo. Al no tener dinero suficiente para un tratamiento adecuado, el hombre fallece lleno de odio y rencor hacia su primo lejano, Evaristo Olmos, a quien culpa directamente de su ruina económica, ya que hace años, Evaristo rompió la sociedad que él y Ramiro tenían cuando María Inés, la mujer que ambos amaban, se casó con Ramiro. Tanto Margarita como sus hermanos se convencen de la culpabilidad de Evaristo; además, Ramiro le hace jurar Margarita en su lecho de muerte que sacará a su familia de la ruina utilizando cualquier recurso necesario, pero sin perder jamás el orgullo ni dejándose humillar por nadie.
Al estar en la quiebra, la familia cae fácilmente en las artimañas de Paulino Zavala, quien se aprovecha de su situación, incluso llega a abusar de la propia María Inés, madre de Margarita. Zavala también se encarga de llenar el pueblo de chismes que acusan a la familia Santos de tratar de salir de la quiebra con métodos inmorales. Por su parte, los Santos se callan muchas mentiras por miedo a ser juzgados y a provocar más desgracias. Mientras tanto, llega al pueblo Bernardo, un joven vividor burgués, en busca de diversión, para lo que se hace novio de Margarita y de su enemiga Alba, la hija de Zavala, al mismo tiempo. 
Posteriormente, Evaristo Olmos, el primo del padre de Margarita se entera de la situación de su familia y los invita a vivir a su casa en la Ciudad de México. Sin embargo, Margarita desprecia a su pariente, pues su padre le hizo creer durante muchos años que él fue el culpable de la quiebra de su negocio. Sin embargo, la verdad es muy distinta, ya que Evaristo es un hombre bondadoso que siempre ha estado enamorado de María Inés y desea su bien y el de su familia.
Los Santos se trasladan a vivir con la familia Olmos, en donde sufren muchos conflictos y desprecios por parte de sus propios primos y los que los rodean. Ello también incluye a Paulino Zavala y su familia, que también llegan a vivir a la ciudad y tratan de desprestigiarlos igual que lo hicieron en San Gabriel.
Margarita conoce a Jesús,  "Chucho" Sánchez, un joven sencillo y preocupado por el bien de su comunidad quien se enamora de ella a primera vista y le ofrece su amor sincero y desinteresado. Sin embargo, Margarita, cegada por el falso amor de Bernardo, su implacable orgullo y su terrible desesperación por conseguir dinero, lo rechaza para buscar una posición acomodada y comprobar que nadie la puede hacer menos ni a su familia.

## Elenco
- Lucero - Margarita Santos
- Ernesto Laguardia - Jesús "Chucho" Sánchez
- Chantal Andere - Alba Zavala de Ávila
- Alexis Ayala - Bernardo Ávila
- Nuria Bages - María Inés Vda. de Santos
- Joaquín Cordero - Evaristo Olmos
- Humberto Elizondo - Paulino Zavala
- Rogelio Guerra - Ramiro Santos
- Delia Casanova - Eloísa de Olmos
- Ana Patricia Rojo - Griselda Olmos
- Claudia Ramírez - Juliana "Julianita" Santos
- Maribel Fernández - Amalia de Zavala
- Angelina Peláez - Zeferina
- Luis Gimeno - Marlon
- Eduardo López Rojas - Padre Cayetano
- Bertha Moss - Tía Brígida
- Guillermo Aguilar - Dr. Samuel Gómez
- Ernesto Godoy - Silverio Santos
- Alejandro Aragón - Cristóbal
- Socorro Avelar - Toñita
- Jerardo - Felipe Olmos
- Esteban Soberanes - Gabriel Olmos
- José María Torre - Luisito Santos
- Estela Barona - Alondra
- Patricia Martínez - Rosa
- Guy de Saint Cyr - Jean Paul Dominique
- Pituka de Foronda - Magdalena
- Oscar Servín - Francois
- Fabiola Campomanes - Elda
- Patricia Navidad - Esmeralda
- Consuelo Duval - Celina
- Susana Lozano - Pilar
- Paola Otero - Bertha
- Isabel Martínez "La Tarabilla" - Telefonista
- Lorenzo de Rodas - Roque del Toro
- Amparo Montes
- Mauricio Ferrari
- Bárbara Córcega
- Guadalupe Bolaños
- José Antonio Ferral
- José Luis Castañeda - Erasmo
- María Luisa Coronel - Petrita
- Isabel Cortázar - Sandra
- Marco de Joss - Marco
- Carlos Osiris - Vago
- Rafael de Quevedo - Genaro
- Fernando Lavín - Chencho
- Sara Luz - Patricia
- Pedro Luévano - Manuel
- Pedro Morante - Don José
- Genoveva Pérez - Clementina
- Ivette Reyna - Flora
- Guillermo Sauceda - Ignacio
- Rafael Bazán - Pelón
- Angélica Soler - Lidia
- Margarita Valencia - Isidra
- Diva Cassandra

## Equipo de producción
- Historia original - Liliana Abud
- Adaptación - Carmen Daniels
- Edición literaria - Tere Medina
- Escenografía - Miguel Ángel Medina, Sandra Cortés
- Ambientación - Gabriela Lozano
- Diseño de vestuario - Raquel Aguirre, Cecilia López Martín
- Canción tema - Los parientes pobres
- Autor - Rafael Pérez Botija
- Intérprete - Lucero
- Música original - Pedro Plascencia Salinas
- Musicalizador - Jesús Blanco
- Edición - Antonio Trejo, Juan José Franco
- Jefe de producción - Guillermo Gutiérrez
- Gerente de producción - Diana Aranda
- Productor asociado - Arturo Lorca
- Director de cámaras en locación - Manuel Ruiz Esparza
- Directora de escena en locación - Mónica Miguel
- Director de cámaras - Alejandro Frutos Maza
- Director de escena - Miguel Córcega
- Productora - Carla Estrada

## Premios y nominaciones

### Premios TVyNovelas 1994
| Categoría               | Nominado(a)       | Resultado |
| ----------------------- | ----------------- | --------- |
| Mejor telenovela        | Carla Estrada     | Nominada  |
| Mejor actor protagónico | Ernesto Laguardia | Nominado  |
| Mejor villana           | Chantal Andere    | Nominada  |
| Mejor villano           | Humberto Elizondo | Nominado  |
| Mejor primer actor      | Joaquín Cordero   | Nominado  |
| Mejor actriz joven      | Lucero            | Ganadora  |
| Mejor tema musical      | Lucero            | Nominada  |

### Premios ACE 1994
| Categoría                 | Nominado(a)    | Resultado |
| ------------------------- | -------------- | --------- |
| Mejor programa escénico   | Carla Estrada  | Ganadora  |
| Mejor figura femenina     | Lucero         | Ganadora  |
| Mejor actriz              | Nuria Bages    | Ganadora  |
| Mejor revelación femenina | Chantal Andere | Ganadora  |

### Premios Eres 1994
| Categoría          | Nominado(a)                                  | Resultado |
| ------------------ | -------------------------------------------- | --------- |
| Mejor producción   | Carla Estrada                                | Ganadora  |
| Mejor tema musical | Los parientes pobres por Rafael Pérez Botija | Ganador   |
| Mejor tema musical | Los parientes pobres por Lucero              | Nominada  |

### Premios ACCA 1994
| Categoría    | Nominada | Resultado |
| ------------ | -------- | --------- |
| Mejor actriz | Lucero   | Ganadora  |

## Versiones
- En 2008 se realizó otra versión titulada Juro que te amo, ahora protagonizada por Ana Brenda Contreras y José Ron, con las actuaciones antagónicas de Marcelo Córdoba y Florencia de Saracho. Curiosamente, Alexis Ayala y Patricia Navidad que participaron en la versión original, también actúan en Juro que te amo; Patricia en el rol que hiciera Nuria Bages y Alexis en el papel que fue interpretado por Humberto Elizondo. La producción corrió a cargo de MaPat López de Zatarain.

## Comercialización en formatos caseros
- 1995: Renta y venta de Video Romances[4]